# Rádio Expres

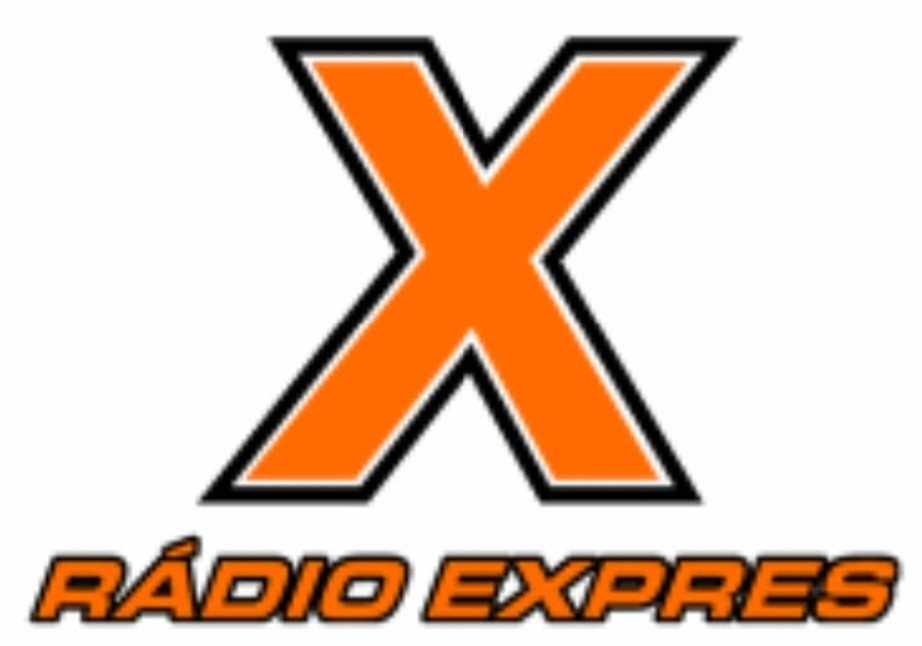
Logo de Rádio Expres

Rádio Expres est une station de radio privée slovaque. Lancée en l'an 2000, elle est d'un format adulte contemporain. Elle cible les 20-40 ans. C'est la station commerciale la plus écoutée du pays.
La station est depuis 2013 la propriété du groupe Bauer Media Group, qui exploite également depuis 2021 Rádio Melody (sk) (naguère Rádio Jemné Melódie) et Europa 2 (sk)